# Liste des gouverneurs de Terre-Neuve
Ceci est la liste des gouverneurs de la colonie et du dominion de Terre-Neuve et du Labrador avant que ces territoires ne deviennent la province de Terre-Neuve-et-Labrador.

## Gouverneurs-propriétaires (1610-1728)
| Mandat    | Photo | Nom                                                   | Colonie        |
| --------- | ----- | ----------------------------------------------------- | -------------- |
| 1610-1614 |       | John Guy                                              | Cuper's Cove   |
| 1615-1621 |       | John Mason                                            | Cuper's Cove   |
| 1618-1628 |       | Robert Hayman                                         | Bristol's Hope |
| 1618-1620 |       | Sir Richard Whitbourne                                | Renews         |
| 1623-1626 |       | Francis Tanfield                                      | South Falkland |
| 1621-1625 |       | Edward Wynne                                          | Ferryland      |
| 1625-1627 |       | Sir Arthur Aston                                      | Avalon         |
| 1627-1629 |       | George Calvert, premier baron Baltimore               | Avalon         |
| 1629-1632 |       | Cæcilius Calvert, deuxième baron Baltimore (de facto) | Avalon         |
| 1634-1638 |       | William Hill                                          | Avalon         |
| 1638-1651 |       | Sir David Kirke                                       | Terre-Neuve    |
| 1653-1660 |       | John Treworgie                                        | Terre-Neuve    |

## Gouverneurs français dePlaisance(1655-1713)
| Mandat    | Photo | Nom                                           |
| --------- | ----- | --------------------------------------------- |
| 1655      |       | Sieur de Kéréon                               |
| 1660      |       | Nicolas Gargot                                |
| 1662-1663 |       | Thalour du Perron                             |
| 1664-1667 |       | Bellot dit Lafontaine                         |
| 1667-1670 |       | La Palme                                      |
| 1670-1684 |       | Gaspard de La Poippe                          |
| 1685-1690 |       | Antoine Parat                                 |
| 1690-1690 |       | Louis de Pastour de Constebelle (par intérim) |
| 1690-1701 |       | Jacques-François de Monbeton de Brouillan     |
| 1697-1702 |       | Joseph de Monic                               |
| 1702-1706 |       | Daniel d'Auger de Subercase                   |
| 1706-1713 |       | Philippe de Pastour de Costebelle             |

## Gouverneurs-commodores (1729-1825)
| Mandat    | Photo | Nom                                        |
| --------- | ----- | ------------------------------------------ |
| 1729-1730 |       | Henry Osborn                               |
| 1731-1731 |       | George Clinton                             |
| 1732-1732 |       | Edward Falkingham                          |
| 1733-1734 |       | Robert McCarthy, vicomte de Muskerry       |
| 1735-1737 |       | FitzRoy Henry Lee                          |
| 1738-1738 |       | Philip Vanbrugh                            |
| 1739-1740 |       | Henry Medley                               |
| 1741-1741 |       | Thomas Smith                               |
| 1742-1742 |       | John Byng                                  |
| 1743-1743 |       | Thomas Smith                               |
| 1744-1744 |       | Charles Hardy                              |
| 1745-1745 |       | Richard Edwards                            |
| 1746-1746 |       | James Douglas                              |
| 1747-1747 |       | (Vacant)                                   |
| 1748-1748 |       | Charles Watson                             |
| 1749-1749 |       | George Brydges Rodney                      |
| 1750-1752 |       | Francis William Drake                      |
| 1753-1754 |       | Hugh Bonfoy                                |
| 1755-1756 |       | Richard Dorrill                            |
| 1757-1759 |       | Richard Edwards                            |
| 1760-1760 |       | James Webb                                 |
| 1761-1763 |       | Thomas Graves, 1er Baron Graves            |
| 1764-1768 |       | Sir Hugh Palliser                          |
| 1769-1771 |       | John Byron                                 |
| 1772-1774 |       | Molyneux Shuldham                          |
| 1775-1775 |       | Robert Duff                                |
| 1776-1778 |       | John Montagu                               |
| 1779-1781 |       | Richard Edwards                            |
| 1782-1785 |       | John Campbell                              |
| 1786-1788 |       | John Elliot                                |
| 1789-1791 |       | Mark Milbanke                              |
| 1792-1793 |       | Sir Richard King                           |
| 1794-1796 |       | Sir James Wallace                          |
| 1797-1799 |       | William Waldegrave, premier baron Radstock |
| 1800-1801 |       | Sir Charles Morice Pole                    |
| 1802-1803 |       | James Gambier, 1er baron Gambier           |
| 1804-1806 |       | Sir Erasmus Gower                          |
| 1807-1809 |       | John Holloway                              |
| 1810-1812 |       | Sir John Thomas Duckworth                  |
| 1813-1816 |       | Sir Richard Goodwin Keats                  |
| 1817-1818 |       | Francis Pickmore                           |
| 1818-1825 |       | Sir Charles Hamilton                       |

## Gouverneurs civils (1825-1855)
| Mandat    | Photo | Nom                         |
| --------- | ----- | --------------------------- |
| 1825-1834 |       | Sir Thomas John Cochrane    |
| 1834-1841 |       | Sir Henry Prescott          |
| 1841-1846 |       | Sir John Harvey             |
| 1846-1847 |       | Robert Law (administrateur) |
| 1847-1852 |       | Sir John Gaspard LeMerchant |
| 1852-1855 |       | Ker Baillie Hamilton        |

Pour les premiers ministres depuis l'établissement du gouvernement responsable en 1855 voir Liste des premiers ministres de Terre-Neuve-et-Labrador.

## Gouverneurs coloniaux (1855-1907)
| Mandat    | Photo | Nom                                   |
| --------- | ----- | ------------------------------------- |
| 1855-1857 |       | Sir Charles Henry Darling             |
| 1857-1864 |       | Sir Alexander Bannerman               |
| 1864-1869 |       | Sir Anthony Musgrave                  |
| 1869-1876 |       | Sir Stephen John Hill                 |
| 1876-1881 |       | Sir John Hawley Glover                |
| 1881-1883 |       | Sir Henry Berkeley Fitzhardinge Maxse |
| 1883-1885 |       | Sir John Hawley Glover                |
| 1886-1887 |       | Sir George William Des Vœux           |
| 1887-1889 |       | Sir Henry Arthur Blake                |
| 1889-1895 |       | Sir John Terence Nicholls O'Brien     |
| 1895-1898 |       | Sir Herbert Harley Murray             |
| 1898-1901 |       | Sir Henry Edward McCallum             |
| 1901-1904 |       | Sir Cavendish Boyle                   |
| 1904-1907 |       | Sir William Macgregor                 |

## Gouverneurs duDominion(1907-1934)
| Mandat    | Photo | Nom                          |
| --------- | ----- | ---------------------------- |
| 1907-1909 |       | Sir William Macgregor        |
| 1909-1913 |       | Sir Ralph Champneys Williams |
| 1913-1917 |       | Sir Walter Edward Davidson   |
| 1917-1922 |       | Sir Charles Alexander Harris |
| 1922-1928 |       | Sir William L. Allardyce     |
| 1928-1932 |       | Sir John Middleton           |
| 1933-1934 |       | Sir David Murray Anderson    |

## Gouverneurs de la Commission de gouvernance (1934-1949)
| Mandat    | Photo | Nom                       |
| --------- | ----- | ------------------------- |
| 1934-1935 |       | Sir David Murray Anderson |
| 1936-1946 |       | Sir Humphrey T. Walwyn    |
| 1946-1949 |       | Sir Gordon MacDonald      |